# Agonita bangalana
Agonita bangalana es un coleóptero de la familia Chrysomelidae.
Fue descrita científicamente por primera vez en 1890 por Duvivier.